# Miguel Vegas y Puebla Collado
Miguel Vegas Puebla-Collado (Madrid, 5 de julio de 1865 - Madrid, 7 de noviembre de 1943)fue un matemático español 

## Biografía
Se licenció en la carrera de Ciencias en la Universidad Central, donde destacó en la asignatura de Geometría, que enseñaba el profesor Eduardo Torroja y Caballé. Colaboró con su profesor en la elaboración de las ideas de la Geometría de la posición o proyectativa que en aquellos momentos eran ideas nuevas. Estos trabajos serían publicados por el profesor Torroja en 1884. Estos intereses y esta amistad desembocó también en la tesis docotoral de Miguel Vegas también enmarcada en el ambtio de la Geometría de la posición, y especialmente en las curvas alabeadas de tercer orden.
Poco después de defender su tesis, ganó con veintidós años las oposiciones a la Cátedra de Análisis Matemático de la Universidad de Zaragoza, disciplina que siempre intentó aunar con la geometría, en el espíritu de la Geometría Analítica. En Zaragoza conoció a quien más adelante sería su mujer, Piedad Pérez, con la que tuvo doce hijos. Uno de ellos, José María fue un sacerdote católico que murió martirizado en Paracuellos del Jarama, durante la represión republicana en Madrid, durante la Guerra Civil.
Tras la muerte del catedrático Ignacio Álvarez Solís en 1891, su cátedra de Geometría Analítica de la Universidad Central de Madrid quedó vancate. Miguel Vegas se convirtió a sus 25 años, en uno de los catedráticos más jóvenes de la Central, puesto en el que estuvo hasta 1935, año de su jubilación. Durante 44 años en su cátedra desarrollaría una importante labor tanto investigadora como docente. 
Tuvo siempre gran prestigio entre sus colegas, por sus conocimientos de Geometría reflejado en sus muchas publicaciones e investigaciones realizadas. La mayoría de sus obras son de carácter enciclopédico junto con la labor puramente investigadora plasmada en numerosas publicaciones fueron premiadas con su elección para la Real Academia de Ciencias Exactas, Físicas y Naturales el 24 de junio de 1905. Tomando posesión el 13 de junio de 1909, con una reflexión sobre la representación geométrica de las magnitudes imaginarias, que fue contestada por su maestro y amigo Eduardo Torroja y Caballé, que destacó las interesantes sus aportaciones originales.  
A lo largo de los años siguientes, siguió combinando docencia e investigación, colaborando frecuentemente en la Revista de la Sociedad Matemática Española, en los Congresos de la Asociación Española para el Progreso de las Ciencias, y en diversas revistas. Estas actividades puramente profesionales se vieron siempre complementadas con una intensa actividad de colaboración en el fomento de la investigación científica en España. 
En 1912 fue uno de los cinco españoles becados para asistir al congreso mundial de matemáticas de Cambridge. En 1923 fue uno de los pocos miembros de la comunidad científica española que acompañó a Albert Einstein durante su visita a España.
En 1934 fue nombrado Vicepresidente de la Academia de Ciencias Exactas, Físicas y Naturales y presidente de la seccíon de Exactas. Por esta época tuvo también su paso por la política educativa convirtiéndose en consejero de Instrucción educativa. Falleción en Madrid en 1943 a los 87 años de edad.

## Obras
- Tratado de Geometría Analítica, Madrid, Est. Tipográfico de G. Y uste, 1894.
- Problemas de Geometría Analítica, Madrid, 1908
- Interpretación geométrica del imaginarismo, discurso de aceptación en la Real Academia de Ciencias Exactas, Físicas y Naturales, Madrid, 1909
- “Cuestiones relativas a la Geometría métrica proyectiva”, en Revista de la Sociedad Matemática Española, 1918.

## Enlace
- Miguel Vegas Puebla-Collado, en el Centro Virtual de Divulgación de las Matemáticas (enlace roto disponible en Internet Archive; véase el historial, la primera versión y la última).